# Porte ostensivo

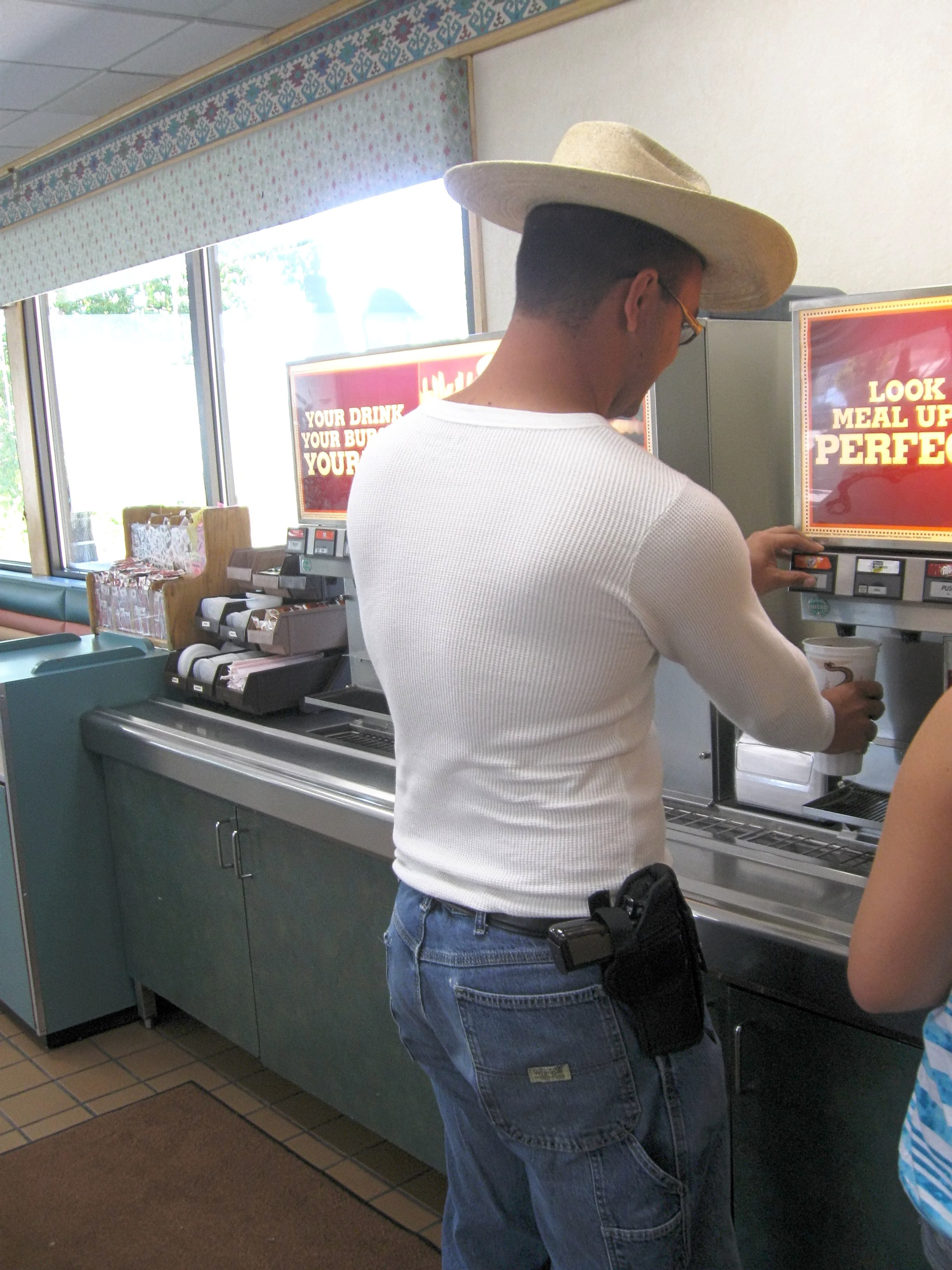
Um cidadão americano do estado de Colorado, exercendo o seu direito legal de porte ostensivo.

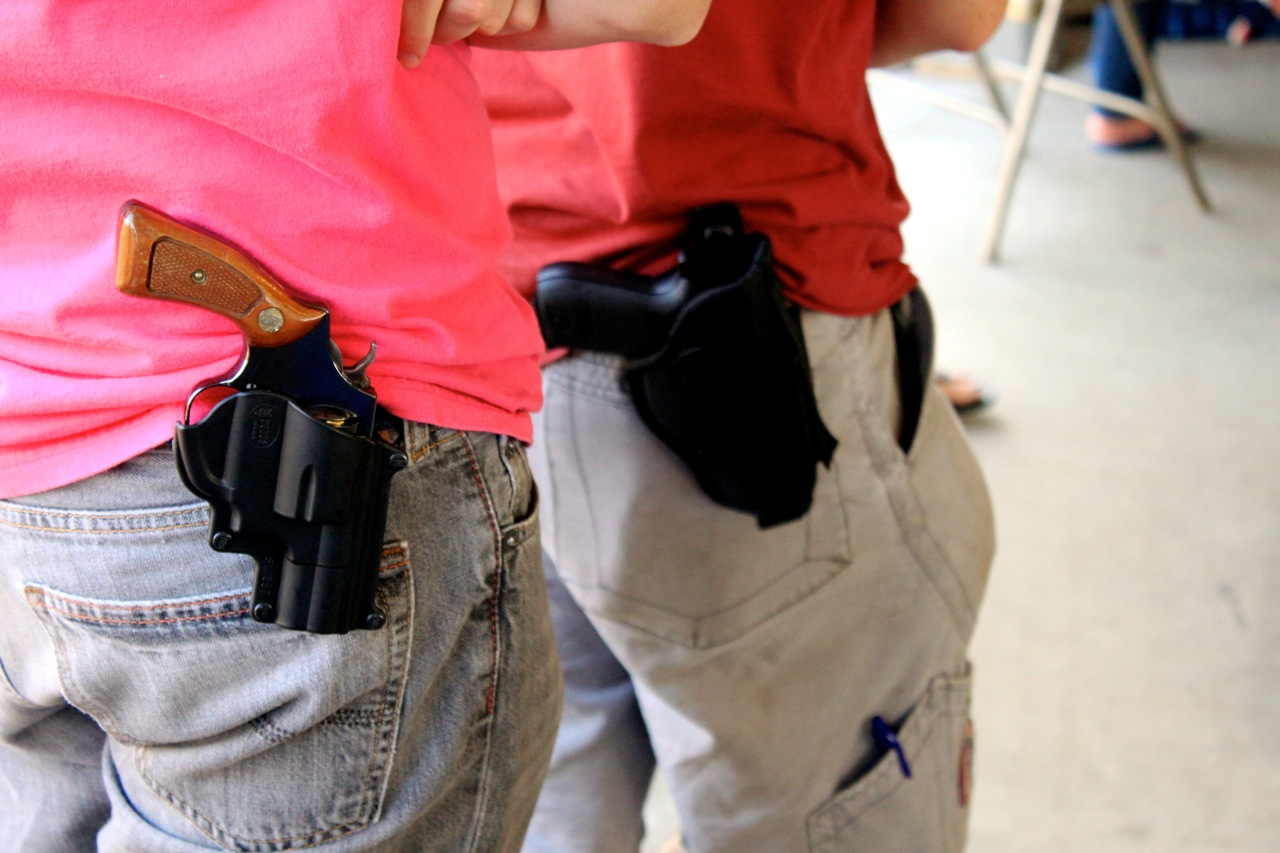
Duas pessoas carregando abertamente revólveres em Nova Hampshire, Estados Unidos.

Porte ostensivo é a designação dada ao porte "explícito" de arma de fogo, aquele na qual a arma fica exposta e à vista de todos.
Atualmente são poucos os países em que civis podem praticar o porte ostensivo. Basicamente, apenas os Estados Unidos admitem essa prática e mesmo assim, apenas em alguns estados.

## Porte ostensivo no mundo

### No Brasil
No Brasil, o porte ostensivo está restrito a alguns agentes da lei e ao pessoal das forças armadas, desde que uniformizados. O porte ostensivo por civis, mesmo que com direito a porte, é proibido.
De maneira inversa ao porte velado, o porte ostensivo é caracterizado pelo porte da arma de forma que esta fique à vista do público e transeuntes em geral.
No caso específico de propriedades rurais, o Decreto nº 9.785, de 7 de maio de 2019 estendeu o limite da posse para todo o perímetro da propriedade, no entanto, o porte ostensivo, continua proibido. Em uma ronda pela propriedade, por exemplo, será necessário deixar a(s) arma(s) dentro do veículo.

### Nos Estados Unidos
Nos Estados Unidos, porte ostensivo ("open carry") refere-se à prática de portar arma de fogo visivelmente em locais públicos, diferentemente do porte velado ("concealed carry"), no qual armas de fogo não podem ser vistas pelo observador casual. O termo "carry" ("carregar") neste contexto indica que a arma de fogo é mantida facilmente acessível para a pessoa, dentro de um coldre ou presa a uma bandoleira. O ato de carregar uma arma de fogo diretamente nas mãos, particularmente em posição de tiro ou de combate, é conhecido como "brandishing" ("brandir") e pode constituir um "felony" ("crime grave").
A prática de porte ostensivo, onde os proprietários de armas carregam abertamente armas de fogo enquanto fazem suas atividades diárias, tem visto um aumento nos Estados Unidos nos últimos anos (a partir de 2010), e é um tópico muito debatido em política de armas. Isso foi marcado por uma série de eventos organizados com o objetivo de aumentar a visibilidade do porte ostensivo e a conscientização do público sobre essa prática.
Os defensores do porte ostensivo apontam para a história e estatísticas, observando que os criminosos geralmente escondem suas armas, em contraste com os cidadãos cumpridores da lei que exibem suas armas. O porte ostensivo teve um renascimento nos últimos anos, mas ainda não está claro se isso representa apenas uma tendência de curto prazo.
A comunidade de direitos de armas tornou-se favorável à prática, enquanto grupos de controle de armas geralmente se opõem.

### Na República Tcheca
O governo da República Tcheca emite licenças para porte e posse de armas em cinco "categorias" pela "Lei nº 119/2002 Sb." (Seção 16-2):
- A - Colecionador
- B - Esportista
- C - Caçador
- D - Profissional
- E - Proteção pessoal e propriedade

Destas, a única que tem direito ao porte ostensivo, é a categoria D, portanto apenas os militares, os agentes da lei, e os profissionais de segurança, quando em serviço.